# Maria Adler-Krafft
Maria Adler-Krafft, född som Maria Krafft 5 december 1924 i Brașov, Rumänien, död 6 mars 2019 i Tyskland, var en tysk målare och grafiker.
Hennes familj flyttade 1944 vid slutet av Andra världskriget till Tyskland. Efter kriget studerade hon mellan 1947 och 1949 vid Hochschule für Bildende Künste i Dresden. Mellan 1953 och 1956 var hon bosatt i Plauen och sedan åter i Dresden.
Hon visade sina målningar vid flera utställningar. Bland annat i Städtische Kunstgalerie i Görlitz (1962), i Leonhardi-Museum i Dresden (1970) och i Galerie Drei i Dresden (2008). Adler-Krafft deltog vid Mittelsächsische Kunstausstellung 1954 i Karl-Marx-Stadt, vid fjärde, femte och sjätte tyska konstutställning i Dresden (1958, 1962, 1967) och vid en utställning i Alte Nationalgalerie i Berlin.